# Digerdöden i Danmark

Engelskspråkig karta över pestens utbredning i Europa (1345–1353).

Digerdöden i Danmark ägde rum 1349–1350.  Danmark tillhör de länder där minst information finns om digerdödens utbrott: färre än både Norge och Sverige, och bara något mer än i Finland.

## Smittspridning
Enligt en gammal folksaga kom pesten till Danmark då ett norskt skepp från England drivit iland på Vendsyssel på norra Jylland, sedan hela dess besättning avlidit ombord. Själlandskrönikan hade notifieringarna "Epidemin härskar i riket" för år 1348 och "Stor dödlighet i Danmark" för år 1349,  men dessa anteckningar infördes inte förrän cirka tio år efteråt, och dateringarna stämmer inte med det lilla samtida material som finns.
Den samtida Lunds ärkebiskopskrönika anger istället "allmän epidemi i hela världen" för år 1350, och den skånska Annales Scanici använder samma fras för samma år.   Två år är för lång tid för pesten att färdas från Själland till Skåne; det är möjligt att den gjorde ett vinteruppehåll under 1348 och fortsatte sprida sig först 1349, men troligast är att digerdöden istället kom till Jylland 1349 för att nå Skåne 1350.   En krönikör från 1600-talet, som baserade sin forskning på numera förlorat material, uppger att digerdöden kom till Danmark just 1349 och slog till med full kraft året därpå, och att den drabbade barn först, därefter tonåringar, sedan fullvuxna och slutligen de gamla. Detta verkar stämma med det faktum att pesten nådde Norge år 1349, och Sverige och Nordtyskland år 1350.
Samtida dokumentation nämner knappt pesten i Danmark ens indirekt och det finns inga samtida danska vittnesmål om saken. Domkyrkornas anniversarieböcker, som antecknade dödsfallen för de som fått själamässor tillägnade sig, finns i vissa fall bevarade. Ribe antecknar i genomsnitt 1.2 själamässor per år för perioden 1301-1390, men för år 1350 var antalet plötsligt 17, tio av dem mellan juli och september.   Ett liknande mönster finns för domkapitlens gåvoböcker, som antecknade donationer till kyrkan.  Roskilde domkapitels gåvobok nämner 102 dödsfall mellan 1301 och 1390, med ett ovanligt högt nummer för just år 1350 (sju), och Lunds motsvarighet, som anger 91 dödsfall för samma period, antecknade även den ovanligt högt dödstal för år 1350 (nio).  Stadsrådet i Ålborg nämnde i ett brev till stadsrådet i Lübeck 1358 om den "allmänna död eller pest, som utbröt i Herrens år 1350 eller däromkring".
Genom en analys av själamässorna kan utläsas att digerdöden befann sig i Ribe på Jylland i juli-oktober 1350, i Roskilde på Själland september-oktober och (utifrån ett obituarium, en förteckning över avlidna) i huvudstaden Köpenhamn under augusti–september 1350.

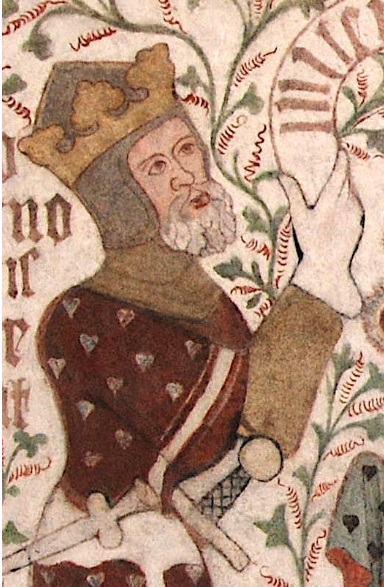
Valdemar Atterdag.

## Efterspel
Forskning har visat effekterna av digerdöden genom den kraftiga folkminskning Danmark av allt att döma genomgick vid denna tid. Danmark beräknas ha haft mellan 750.000 och en miljon innevånare före digerdöden, och befolkningsminskningen tog sekel att återhämta sig från.
I danehoff (riksförsamlingen) i Nyborg 1 juli 1354 mildrade kung Valdemar Atterdag straff och efterskänkte många dödsstraff av hänsyn till den rådande befolkningsbristen i landet.
Biskop Peder av Ribe nämner i ett brev från 28 juni 1352 att intäkterna från jordbruket hade minskat kraftigt och att man knappast kunde förvänta sig att de skulle öka, även om han inte nämner varför. Landgillet (jordräntan) sjönk också mycket riktigt; år 1400 låg 34 av 48 gårdar under Bröndumgodset i Himmerland på Jylland öde, och år 1427 gav regionen Hasle kring Århus på Jylland en tredjedel i intäkter av vad den gett före digerdöden.   Åtskilliga kyrkor nämns också helt plötsligt som överflödiga vid denna tid.
Den danska livegenskapen, Vornedskabet, spårade sitt ursprung till digerdödens tid.

## Forskning
Ödegårdsprojektet gav ett mer oklart resultat för Danmarks än för Norges och Sveriges del. Falster var dock ovanligt väldokumenterat, och det kan konstateras att 10,4 procent av Falsters norra härad och 23 procent av det södra avfolkades vid denna tid.
Skåne var vid denna tid Danmarks mest befolkade landsdel. Det kan konstateras att enbart tio procent av det bördiga Söderslätt avfolkades under digerdöden.   Det har ibland tolkats som att Skåne klarade sig lindrigt undan. Det är dock istället möjligt, att denna bördiga del visst avfolkades under pesten, men snabbt befolkades igen av människor som tidigare hade bott i sämre skogstorp, och som tack vare digerdöden fick möjligt att flytta till bördigare jord vars tidigare ägare dött, vilket kan vara anledningen till att den bördiga slättens innevånarantal var fortsatt högt.   Denna teorin kan stödjas av det faktum att en tredjedel av undersökta torp försvann vid samma tid. Man kan också konstatera att en mycket stor del av lågadelns gårdar försvann och köptes upp av kyrkan under följande decennier, och ett köpebrev från 1426 nämner "den stora folkdöden".